# Forza di Lorentz

Traiettoria compiuta da una carica elettrica q in moto in un campo magnetico perpendicolare alla figura e con verso uscente. L'equazione del moto è determinata dalla Forza di Lorentz.

In fisica, la forza di Lorentz, dal nome del fisico olandese Hendrik Lorentz, è la forza che si esercita su un oggetto elettricamente carico per effetto di un campo elettromagnetico.
Si tratta della forza subita da una carica che si muove in un campo magnetico e in un campo elettrico. Il contributo dovuto all'interazione con il campo elettrico è direttamente proporzionale al valore della carica dell'oggetto e ha la stessa direzione del campo elettrico, mentre il contributo dovuto all'interazione con il campo magnetico è proporzionale sia alla carica, sia alla velocità dell'oggetto ed è ortogonale sia alla direzione del moto sia a quella del campo magnetico. Pertanto, se la velocità è parallela al campo magnetico l'interazione con il campo magnetico è nulla; in ogni caso, la forza con cui la particella carica in movimento interagisce con il campo magnetico non compie lavoro, ma ha effetto solamente sulla direzione del moto.
Alcuni autori con il termine "forza di Lorentz" indicano la forza associata al solo campo magnetico, e la forza risultante di entrambi i contributi è detta talvolta "forma generale della forza di Lorentz" o "forza di Lorentz generalizzata". È alla base di molte tra le applicazioni tecnologiche che sfruttano l'interazione elettromagnetica, per esempio il ciclotrone e altri acceleratori di particelle, il magnetron, lo spettrometro di massa e il microscopio elettronico.

## Definizione
Sia data una carica elettrica puntiforme {\displaystyle q} in moto con velocità istantanea {\displaystyle \mathbf {v} } in una regione caratterizzata dalla presenza di un campo elettrico {\displaystyle \mathbf {E} } ed un campo di induzione magnetica {\displaystyle \mathbf {B} }. La forza di Lorentz è la forza {\displaystyle \mathbf {F} } che si esercita tra il campo elettromagnetico e la carica, ed è proporzionale a {\displaystyle q} e al prodotto vettoriale tra {\displaystyle \mathbf {v} } e {\displaystyle \mathbf {B} } secondo la relazione:
{\displaystyle \mathbf {F} =q(\mathbf {E} +\mathbf {v} \times \mathbf {B} )}
In modo più esplicito si può scrivere:
{\displaystyle \mathbf {F} (\mathbf {r} ,t,q)=q[\mathbf {E} (\mathbf {r} ,t)+\mathbf {\dot {r}} \times \mathbf {B} (\mathbf {r} ,t)]}
dove {\displaystyle \mathbf {r} } è la posizione della carica, {\displaystyle t} è il tempo ed il punto denota la derivata temporale.
Una carica positiva viene accelerata nella direzione di {\displaystyle \mathbf {E} } e viene curvata nella direzione perpendicolare al piano formato da {\displaystyle \mathbf {v} } e {\displaystyle \mathbf {B} }.

### Accelerazione di Lorentz
Per una distribuzione di carica in moto la forza di Lorentz è data da:
{\displaystyle \operatorname {d} \mathbf {F} =\operatorname {d} q_{E}\left(\mathbf {E} +\mathbf {v} \times \mathbf {B} \right)}
dove {\displaystyle \operatorname {d} \mathbf {F} } è la forza agente sull'elemento infinitesimo {\displaystyle \operatorname {d} q_{E}} della distribuzione di carica. Dividendo per il volume {\displaystyle \operatorname {d} r^{3}} dell'elemento infinitesimo si ha:
{\displaystyle \mathbf {f} =\rho _{E}\left(\mathbf {E} +\mathbf {v} \times \mathbf {B} \right)}
dove {\displaystyle \mathbf {f} } è la forza volumetrica di Lorentz agente sull'elemento di volume infinitesimo caratterizzato dalla densità di carica {\displaystyle \rho _{E}=\operatorname {d} q/\operatorname {d} r^{3}}. La densità di corrente che descrive il muoversi della carica è data dal prodotto di densità di carica e velocità.
La forza esercitata dal campo sull'intera distribuzione di carica è data dall'integrale della forza volumetrica su tutto il volume:
{\displaystyle \mathbf {F} =\int _{V}\rho _{E}\left(\mathbf {E} +\mathbf {v} \times \mathbf {B} \right)\operatorname {d} r^{3}}
Invece l'accelerazione di Lorentz si ottiene dividendo la forza volumetrica per la densità, infatti per la regola della catena:
{\displaystyle \mathbf {a} ={\frac {\operatorname {d} \mathbf {F} }{\operatorname {d} m}}=\mathbf {f} {\frac {\operatorname {d} r^{3}}{\operatorname {d} m}}={\frac {\rho _{E}}{\rho _{m}}}\left(\mathbf {E} +\mathbf {v} \times \mathbf {B} \right)}
O in modo equivalente:
{\displaystyle \mathbf {a} ={\frac {1}{\rho }}_{m}\nabla \cdot \mathbf {T} -{\dfrac {1}{\rho _{m}c^{2}}}{\dfrac {\partial \mathbf {S} }{\partial t}}}
dove {\displaystyle \rho _{m}} è la densità di massa, {\displaystyle \mathbf {S} } è il vettore di Poynting, {\displaystyle \mathbf {T} } è il tensore elettromagnetico e {\displaystyle \nabla \cdot \mathbf {T} } è la sua divergenza.

### Forza agente su una corrente
La corrente elettrica è costituita da un moto ordinato di cariche elettriche, e se un conduttore attraversato da una corrente viene immerso in un campo magnetico allora la forza di Lorentz agisce sul conduttore stesso. Si consideri un conduttore di dimensioni qualunque immerso in un campo magnetico {\displaystyle \mathbf {B} } e percorso da una corrente elettrica stazionaria {\displaystyle I}. La forza complessiva agente sul conduttore è data dalla somma vettoriale delle forze di Lorentz agenti sulle singole cariche (elettroni) in moto con velocità {\displaystyle \mathbf {v} }: 
{\displaystyle \mathbf {F} =-e\cdot \mathbf {v} \times \mathbf {B} }
Considerando un tratto infinitesimo di filo {\displaystyle \operatorname {d} \mathbf {r} }:
{\displaystyle I_{E}\operatorname {d} \mathbf {r} =\left(\int _{S}\rho _{E}\mathbf {v} \cdot \operatorname {d} \mathbf {r} ^{2}\right)\operatorname {d} \mathbf {r} }
per calcolare la forza agente su un tratto di conduttore di lunghezza {\displaystyle \operatorname {d} \mathbf {r} } è necessario integrare la quantità:
{\displaystyle I_{E}\operatorname {-} \mathbf {B} \times \operatorname {d} \mathbf {r} =\left(\rho _{E}\mathbf {v} \cdot \operatorname {d} \mathbf {r} ^{2}\right)\operatorname {d} \mathbf {r} \times \mathbf {B} }
e per un conduttore di forma qualsiasi si ha:
{\displaystyle \mathbf {F} =\int _{V}\rho _{E}\mathbf {v} \times \mathbf {B} \operatorname {d} r^{3}}
con {\displaystyle dV=d\mathbf {S} \cdot d\mathbf {l} }. Nel caso in cui il conduttore sia filiforme non serve chiamare in causa la densità di corrente, e l'integrale si riduce a:
{\displaystyle \mathbf {F} =I_{E}\int _{L}-\mathbf {B} \times \operatorname {d} \mathbf {r} }
dove {\displaystyle L} è un tratto finito di circuito.
Ad esempio, se si considera un filo percorso da corrente elettrica {\displaystyle I_{E}} immerso in un campo magnetico uniforme in direzione qualunque, l'integrale su un tratto finito {\displaystyle l} si riduce a:
{\displaystyle \mathbf {F} =I_{E}\int _{L}-\mathbf {B} \times \operatorname {d} \mathbf {r} =I_{E}L|\mathbf {B} |\sin \alpha \cdot \mathbf {n} }
dove {\displaystyle \mathbf {n} } è il versore ortogonale al piano individuato da {\displaystyle \mathbf {B} } e {\displaystyle \operatorname {d} \mathbf {r} } e {\displaystyle \alpha } l'angolo formato da questi due vettori.

### Definizione a partire dai potenziali del campo
Il quadripotenziale {\displaystyle A^{\mu }} che descrive il campo elettromagnetico è costituito da una parte spaziale data dal potenziale vettore {\displaystyle \mathbf {A} }, relativo al campo magnetico, e una parte temporale data dal potenziale scalare {\displaystyle \psi } del campo elettrico:
{\displaystyle A^{\nu }=\left({\frac {\psi }{c}},\mathbf {A} \right)=\left({\frac {\psi }{c}},A_{x},A_{y},A_{z}\right)}
A partire dal quadripotenziale si possono definire i campi nel seguente modo:
{\displaystyle \mathbf {E} =-\mathbf {\nabla } \psi -{\frac {\partial \mathbf {A} }{\partial t}}\qquad \mathbf {B} =\mathbf {\nabla } \times \mathbf {A} }
In tale contesto, la forza di Lorentz assume la forma:
{\displaystyle \mathbf {F} =q\left[-\nabla \psi -{\frac {\partial \mathbf {A} }{\partial t}}+\mathbf {v} \times (\nabla \times \mathbf {A} )\right]}
che si semplifica assumendo la seguente forma:
{\displaystyle \mathbf {F} =q\left[-\nabla \psi -{\frac {\partial \mathbf {A} }{\partial t}}+\nabla (\mathbf {v} \cdot \mathbf {A} )-(\mathbf {v} \cdot \nabla )\mathbf {A} \right]}

## Lavoro della forza di Lorentz
Una carica in moto in un campo elettromagnetico subisce sia una forza dovuta al campo magnetico, sia una forza esercitata dal campo elettrico. La forza totale risultante è la somma di un termine parallelo al campo elettrico {\displaystyle \mathbf {E} } e di un termine, dipendente dalla velocità della particella, perpendicolare al campo magnetico {\displaystyle \mathbf {B} } ed alla velocità {\displaystyle \mathbf {v} } della particella. 
L'accelerazione della carica, a sua volta, ha una componente nella direzione del moto, detta accelerazione tangente, e una componente perpendicolare alla traiettoria, detta accelerazione normale: la prima corrisponde alla variazione della velocità scalare, la seconda è associata alla variazione della direzione del moto. Il campo elettrico può determinare sia un'accelerazione tangente, sia un'accelerazione normale, a seconda dell'angolo fra la velocità istantanea e il campo nel punto in cui si trova la particella. L'accelerazione dovuta al campo magnetico, invece, è sempre perpendicolare alla velocità: da questo segue che la forza esercitata dal campo magnetico non compie lavoro, essendo sempre perpendicolare allo spostamento. Il lavoro istantaneo, o potenza, è dato dal prodotto scalare fra la forza agente e la velocità della particella:
{\displaystyle \mathbf {F} _{_{TOT}}\cdot \mathbf {v} =q(\mathbf {E} +\mathbf {v} \times \mathbf {B} )\cdot \mathbf {v} =q\mathbf {E} \cdot \mathbf {v} }
La variazione istantanea di energia cinetica della particella è quindi interamente dovuta alla componente del campo elettrico {\displaystyle \mathbf {E} } lungo la direzione del moto. Questa è la ragione per cui negli acceleratori di particelle i campi elettrici sono utilizzati per aumentare l'energia cinetica delle particelle, mentre i campi magnetici hanno la finalità di mantenere il fascio di particelle entro la traiettoria desiderata.

## Legge di Faraday

Orientazione del circuito e della superficie concatenata usati nella legge di Faraday. Quando il flusso magnetico cresce nella direzione del lazzo si origina una corrente elettrica di verso contrario a quello indicato, in accordo con la legge di Lenz.

A partire dalla legge di Faraday e dalle equazioni di Maxwell si può ricavare l'espressione della forza di Lorentz. La legge di Faraday afferma che la forza elettromotrice indotta in un circuito chiuso da un campo magnetico è pari all'opposto della variazione del flusso magnetico del campo attraverso la superficie {\displaystyle \Sigma (t)} abbracciata dal circuito nell'unità di tempo:
{\displaystyle {\mathcal {E}}=-{\frac {d\Phi _{B}}{dt}}}
dove il flusso magnetico è dato da:
{\displaystyle \Phi _{B}=\iint _{\Sigma (t)}d{\mathbf {A}}\cdot \mathbf {B} (\mathbf {r} ,t)}
con {\displaystyle d{\mathbf {A}}} elemento infinitesimo di {\displaystyle \Sigma (t)}, ortogonale a tale superficie.
Si ponga che il circuito si muova con velocità costante {\displaystyle \mathbf {v} }, e sia {\displaystyle \partial \Sigma (t)} la curva che delimita la superficie {\displaystyle \Sigma (t)}. La forza elettromotrice è in tal caso fornita dall'integrale:
{\displaystyle {\mathcal {E}}=\oint _{\partial \Sigma (t)}d{\boldsymbol {\ell }}\cdot \mathbf {F} /q}
dove:
{\displaystyle \mathbf {E} =\mathbf {F} /q}
è il campo elettrico e {\displaystyle d{\boldsymbol {\ell }}} è l'elemento infinitesimo della curva {\displaystyle \partial \Sigma (t)}, che ha natura vettoriale. Si può confrontare l'equazione di Maxwell:
{\displaystyle \nabla \times \mathbf {E} =-{\frac {\partial \mathbf {B} }{\partial t}}}
che può essere scritta in forma integrale utilizzando il teorema del rotore:
{\displaystyle \oint _{\partial \Sigma (t)}d{\boldsymbol {\ell }}\cdot \mathbf {E} (\mathbf {r} ,\ t)=-\ \iint _{\Sigma (t)}d{\mathbf {A}}\cdot {{d\,\mathbf {B} (\mathbf {r} ,\ t)} \over dt}}
con la legge di Faraday per un circuito in moto uniforme:
{\displaystyle \oint _{\partial \Sigma (t)}d{\boldsymbol {\ell }}\cdot \mathbf {F} /q(\mathbf {r} ,\ t)=-{\frac {d}{dt}}\iint _{\Sigma (t)}d{\mathbf {A}}\cdot \mathbf {B} (\mathbf {r} ,\ t)}
e si osserva che tali relazioni sono equivalenti se il circuito è fermo. Usando la regola di Leibniz e sapendo che il campo magnetico è solenoidale si ha:
{\displaystyle \oint _{\partial \Sigma (t)}d{\boldsymbol {\ell }}\cdot \mathbf {F} /q(\mathbf {r} ,t)=-\iint _{\Sigma (t)}d{\mathbf {A}}\cdot {\frac {d}{dt}}\mathbf {B} (\mathbf {r} ,t)+\oint _{\partial \Sigma (t)}\mathbf {v} \times \mathbf {B} d{\boldsymbol {\ell }}}
ed utilizzando la precedente equazione di Maxwell si ottiene:
{\displaystyle \oint _{\partial \Sigma (t)}d{\boldsymbol {\ell }}\cdot \mathbf {F} /q(\mathbf {r} ,\ t)=\oint _{\partial \Sigma (t)}d{\boldsymbol {\ell }}\cdot \mathbf {E} (\mathbf {r} ,\ t)+\oint _{\partial \Sigma (t)}\mathbf {v} \times \mathbf {B} (\mathbf {r} ,\ t)d{\boldsymbol {\ell }}}
Poiché tale relazione è valida per ogni posizione della spira, si può scrivere:
{\displaystyle \mathbf {F} =q\,\mathbf {E} (\mathbf {r} ,\ t)+q\,\mathbf {v} \times \mathbf {B} (\mathbf {r} ,\ t)}
ottenendo la forza di Lorentz, che in alcuni casi risulta infatti vantaggioso utilizzare al posto della legge Faraday.
Si nota che nel caso non stazionario il campo elettrico non è conservativo, poiché la sua circuitazione non è nulla, ed in tal caso non è espresso dal gradiente di una funzione scalare.

## Meccanica lagrangiana
Si consideri una particella con carica {\displaystyle q} e massa {\displaystyle m} posta in una regione in cui è presente un campo elettromagnetico. La Lagrangiana {\displaystyle {\mathcal {L}}} permette di descriverne il moto a partire dalla sua energia, ed utilizzando le equazioni di Eulero-Lagrange si può ottenere l'espressione della forza di Lorentz. 
Sia {\displaystyle \mathbf {\dot {r}} } la velocità della particella e {\displaystyle q\mathbf {A} (\mathbf {r} ,t)} la quantità di moto potenziale. La sua energia potenziale è data da:
{\displaystyle U=q\phi (\mathbf {r} ,t)-q\mathbf {A} (\mathbf {r} ,t)\cdot \mathbf {\dot {r}} }
mentre l'energia cinetica ha la forma:
{\displaystyle T={\frac {m}{2}}\mathbf {\dot {r}} \cdot \mathbf {\dot {r}} }
La Lagrangiana è dunque:
{\displaystyle {\mathcal {L}}=T-U={\frac {m}{2}}\mathbf {\dot {r}} \cdot \mathbf {\dot {r}} +q\mathbf {A} \cdot \mathbf {\dot {r}} -q\phi }
ovvero, nello spazio tridimensionale, utilizzando un sistema di coordinate cartesiane:
{\displaystyle {\mathcal {L}}={\frac {m}{2}}({\dot {x}}^{2}+{\dot {y}}^{2}+{\dot {z}}^{2})+q({\dot {x}}A_{x}+{\dot {y}}A_{y}+{\dot {z}}A_{z})-q\phi }
Date le equazioni di Eulero-Lagrange:
{\displaystyle {\frac {d}{dt}}{\frac {\partial {\mathcal {L}}}{\partial {\dot {x}}}}={\frac {\partial {\mathcal {L}}}{\partial x}}\qquad {\frac {d}{dt}}{\frac {\partial {\mathcal {L}}}{\partial {\dot {y}}}}={\frac {\partial {\mathcal {L}}}{\partial y}}\qquad {\frac {d}{dt}}{\frac {\partial {\mathcal {L}}}{\partial {\dot {z}}}}={\frac {\partial {\mathcal {L}}}{\partial z}}}
si consideri l'equazione per {\displaystyle x}. Calcolando le derivate parziali:
{\displaystyle {\begin{aligned}{\frac {d}{dt}}{\frac {\partial {\mathcal {L}}}{\partial {\dot {x}}}}&=m{\ddot {x}}+q{\frac {dA_{x}}{dt}}\\&=m{\ddot {x}}+{\frac {q}{dt}}\left({\frac {\partial A_{x}}{\partial t}}dt+{\frac {\partial A_{x}}{\partial x}}dx+{\frac {\partial A_{x}}{\partial y}}dy+{\frac {\partial A_{x}}{\partial z}}dz\right)\\&=m{\ddot {x}}+q\left({\frac {\partial A_{x}}{\partial t}}+{\frac {\partial A_{x}}{\partial x}}{\dot {x}}+{\frac {\partial A_{x}}{\partial y}}{\dot {y}}+{\frac {\partial A_{x}}{\partial z}}{\dot {z}}\right)\\\end{aligned}}}
{\displaystyle {\frac {\partial {\mathcal {L}}}{\partial x}}=-q{\frac {\partial \phi }{\partial x}}+q\left({\frac {\partial A_{x}}{\partial x}}{\dot {x}}+{\frac {\partial A_{y}}{\partial x}}{\dot {y}}+{\frac {\partial A_{z}}{\partial x}}{\dot {z}}\right)}
Uguagliando e semplificando si ha:
{\displaystyle m{\ddot {x}}+q\left({\frac {\partial A_{x}}{\partial t}}+{\frac {\partial A_{x}}{\partial x}}{\dot {x}}+{\frac {\partial A_{x}}{\partial y}}{\dot {y}}+{\frac {\partial A_{x}}{\partial z}}{\dot {z}}\right)=-q{\frac {\partial \phi }{\partial x}}+q\left({\frac {\partial A_{x}}{\partial x}}{\dot {x}}+{\frac {\partial A_{y}}{\partial x}}{\dot {y}}+{\frac {\partial A_{z}}{\partial x}}{\dot {z}}\right)}
{\displaystyle {\begin{aligned}F_{x}&=-q\left({\frac {\partial \phi }{\partial x}}+{\frac {\partial A_{x}}{\partial t}}\right)+q\left[{\dot {y}}\left({\frac {\partial A_{y}}{\partial x}}-{\frac {\partial A_{x}}{\partial y}}\right)+{\dot {z}}\left({\frac {\partial A_{z}}{\partial x}}-{\frac {\partial A_{x}}{\partial z}}\right)\right]\\&=qE_{x}+q[{\dot {y}}(\nabla \times \mathbf {A} )_{z}-{\dot {z}}(\nabla \times \mathbf {A} )_{y}]\\&=qE_{x}+q[\mathbf {\dot {r}} \times (\nabla \times \mathbf {A} )]_{x}\\&=qE_{x}+q(\mathbf {\dot {r}} \times \mathbf {B} )_{x}\end{aligned}}}
e la procedura è identica per le altre componenti. L'equazione di Lorentz assume pertanto la forma:
{\displaystyle \mathbf {F} =q(\mathbf {E} +\mathbf {\dot {r}} \times \mathbf {B} )}
Si nota che tale forza non è conservativa poiché l'energia potenziale dipende dalla velocità della carica, e dunque anche la forza dipende da essa.
Derivando la Lagrangiana rispetto alla velocità {\displaystyle \mathbf {\dot {r}} } si ottiene il momento lineare coniugato alla posizione di una particella, nel caso questa sia immersa in un campo elettromagnetico:
{\displaystyle \mathbf {p} ={\frac {\partial {\mathcal {L}}}{\partial \mathbf {\dot {r}} }}={\frac {m\mathbf {\dot {r}} }{\sqrt {1-{\frac {v^{2}}{c^{2}}}}}}+{\frac {e}{c}}\mathbf {A} =\mathbf {p} ^{\star }+{\frac {e}{c}}\mathbf {A} }
ovvero è data dalla semplice somma tra {\displaystyle \mathbf {p} ^{\star }}, la quantità di moto relativistica, che è la componente cinematica intrinseca al corpo e presente indipendentemente dalla presenza di un campo esterno, e una seconda componente data dal potenziale elettromagnetico.
L'Hamiltoniana per una particella in un campo elettromagnetico è poi definita come:
{\displaystyle {\mathcal {H}}=\mathbf {p} ^{\star }\cdot \mathbf {u} -{\mathcal {L}}={\sqrt {(c\mathbf {p} -e\mathbf {A} )^{2}+m^{2}c^{4}}}+e\phi }
dove la relazione:
{\displaystyle \left[{\frac {1}{c}}({\mathcal {H}}-e\phi )\right]^{2}=m^{2}c^{2}+\left[\mathbf {p} -{\frac {e}{c}}\mathbf {A} \right]^{2}}
mostra l'equivalenza con il prodotto {\displaystyle p_{\alpha }p^{\alpha }=m^{2}c^{2}}. Il vettore:
{\displaystyle p^{\alpha }\equiv \left({\frac {E}{c}},\mathbf {p} ^{\star }\right)=\left({\frac {1}{c}}(H-e\phi ),\mathbf {p} -{\frac {e}{c}}\mathbf {A} \right)}
è il quadrimpulso, la cui componente temporale è l'energia totale {\displaystyle {\mathcal {H}}/c} della particella. In notazione quadrivettoriale ha la forma:
{\displaystyle p^{\alpha }=-{\frac {\partial {\tilde {\mathcal {L}}}}{\partial \left({\frac {dx_{\alpha }}{ds}}\right)}}=m\,{\mathcal {U}}^{\alpha }+{\frac {e}{c}}A^{\alpha }}
dove {\displaystyle {\mathcal {U}}^{\alpha }={p^{\alpha } \over m}} è la quadrivelocità, {\displaystyle x_{\alpha }} la posizione, {\displaystyle ds={\sqrt {x_{i}x^{i}}}=cd\tau } lo spostamento, e:
{\displaystyle {\tilde {\mathcal {L}}}=-\left[mc{\sqrt {g^{\alpha \beta }{\frac {dx_{\alpha }}{ds}}{\frac {dx_{\beta }}{ds}}}}+{\frac {e}{c}}{\frac {dx_{\alpha }}{ds}}A^{\alpha }(x)\right]}
la Lagrangiana. Se si pone:
{\displaystyle {\mathcal {H}}=p_{\alpha }{\mathcal {U}}^{\alpha }+{\tilde {\mathcal {L}}}}
si ottiene l'Hamiltoniana in una forma manifestamente covariante. Inoltre, l'equazione di Hamilton-Jacobi si ottiene sostituendo:
{\displaystyle \mathbf {p} ={\frac {\partial {\mathcal {S}}}{\partial \mathbf {r} }}\qquad {\mathcal {H}}=-{\frac {\partial {\mathcal {S}}}{\partial t}}}
dove {\displaystyle \nabla } è il gradiente e {\displaystyle {\mathcal {S}}} è l'azione:
{\displaystyle \left[\nabla {\mathcal {S}}-{\frac {e}{c}}\mathbf {A} \right]^{2}-{\frac {1}{c}}\left[{\frac {\partial {\mathcal {S}}}{\partial t}}+e\phi \right]^{2}+m^{2}c^{2}=0}

## Descrizione relativistica
Dal momento che il campo magnetico ed il campo elettrico sono dipendenti dalla velocità relativa tra il sistema di riferimento in cui vengono descritti e quello in cui vengono misurati, per ottenere l'espressione relativistica della forza di Lorentz si considerano le espressioni {\displaystyle {\mathcal {F}}} dei campi indipendenti dalle coordinate scelte in direzione temporale {\displaystyle \gamma _{0}}:
{\displaystyle \mathbf {E} =({\mathcal {F}}\cdot \gamma _{0})\qquad \mathbf {B} =({\mathcal {F}}\wedge \gamma _{0})^{*}}
dove {\displaystyle {\mathcal {F}}} è un bivettore nello spaziotempo che ha sei gradi di libertà, corrispondenti alle possibili rotazioni e boost. La quadrivelocità è definita a partire dalla variazione di posizione {\displaystyle {\dot {x}}}, con {\displaystyle {\dot {x}}^{2}=1}, ed è data da:
{\displaystyle \mathbf {v} ={\dot {x}}\wedge \gamma _{0}/({\dot {x}}\cdot \gamma _{0})}
La forza di Lorentz è pertanto fornita dalla relazione:
{\displaystyle m{\ddot {x}}=q{\mathcal {F}}\cdot {\dot {x}}}

### Forma covariante
Utilizzando la segnatura {\displaystyle (-1,1,1,1)} nello spaziotempo di Minkowski l'equazione di Lorentz per una carica in moto può essere scritta in forma covariante, ovvero invariante rispetto ad una trasformazione di Lorentz, nel seguente modo:
{\displaystyle {\frac {dp^{\alpha }}{d\tau }}=q\,{\mathcal {U}}_{\beta }F^{\alpha \beta }}
dove {\displaystyle \scriptstyle \tau } è il tempo proprio della particella. Il tensore {\displaystyle F^{\alpha \beta }} è il tensore elettromagnetico controvariante:
{\displaystyle F^{\alpha \beta }={\begin{pmatrix}0&E_{x}/c&E_{y}/c&E_{z}/c\\-E_{x}/c&0&B_{z}&-B_{y}\\-E_{y}/c&-B_{z}&0&B_{x}\\-E_{z}/c&B_{y}&-B_{x}&0\end{pmatrix}}}
L'equazione può pertanto anche essere scritta come:
{\displaystyle {\frac {d\,{\mathcal {U}}^{\alpha }}{d\tau }}={\frac {q}{mc}}F^{\alpha \beta }\,{\mathcal {U}}_{\beta }}

### Notazione vettoriale
La componente {\displaystyle \alpha =1} della forza è:
{\displaystyle {\frac {dp^{1}}{d\tau }}=q\,{\mathcal {U}}_{\beta }F^{1\beta }=q\left({\mathcal {U}}_{0}F^{10}+{\mathcal {U}}_{1}F^{11}+{\mathcal {U}}_{2}F^{12}+{\mathcal {U}}_{3}F^{13}\right)}
Esplicitando le componenti del tensore elettromagnetico covariante {\displaystyle F}:
{\displaystyle {\frac {dp^{1}}{d\tau }}=q\left[{\mathcal {U}}_{0}\left({\frac {-E_{x}}{c}}\right)+{\mathcal {U}}_{2}(B_{z})+{\mathcal {U}}_{3}(-B_{y})\right]}
e considerando le componenti della quadrivelocità:
{\displaystyle {\mathcal {U}}^{\alpha }=\gamma \left(-c,u_{x},u_{y},u_{z}\right)\,}
con {\displaystyle \gamma } il fattore di Lorentz, si ottiene:
{\displaystyle {\begin{aligned}{\frac {dp^{1}}{d\tau }}&=q\gamma \left[-c\left({\frac {-E_{x}}{c}}\right)+u_{y}B_{z}+u_{z}(-B_{y})\right]\\&=q\gamma \left(E_{x}+u_{y}B_{z}-u_{z}B_{y}\right)\\&=q\gamma \left[E_{x}+\left(\mathbf {u} \times \mathbf {B} \right)_{x}\right]\,\end{aligned}}}
I calcoli per le altre componenti sono analoghi, e raggruppando le tre equazioni spaziali si ha:
{\displaystyle {\frac {d\mathbf {p} }{d\tau }}=q\gamma \left(\mathbf {E} +\mathbf {u} \times \mathbf {B} \right)\qquad {\frac {d\mathbf {p} }{dt}}=q\left(\mathbf {E} +{\frac {\mathbf {u} }{c}}\times \mathbf {B} \right)}
mentre per la componente temporale:
{\displaystyle {\frac {dE}{dt}}=e\mathbf {u} \cdot \mathbf {E} }
Queste relazioni sono le equazioni del moto per una carica in un campo elettromagnetico.

## Moto di una carica in un campo elettromagnetico

Carica in un campo magnetico omogeneo.
A Assenza di altre forze.
B In presenza di un campo elettrico E.
C In presenza di una forza aggiuntiva F.
D In presenza di un campo non omogeneo grad H.

In numerosi casi di interesse pratico il moto di una carica in un campo magnetico può essere trattato come la sovrapposizione di un moto circolare attorno ad un asse detto centro di guida, ed un moto di traslazione, più lento.

### Campo magnetico uniforme e costante
La forza di Lorentz determina le leggi del moto di una carica elettrica {\displaystyle q} che attraversa un campo elettromagnetico. Si consideri il caso di un campo magnetico uniforme {\displaystyle \mathbf {B} } ed una carica che si muove con velocità istantanea {\displaystyle \mathbf {v} } perpendicolare ad esso. Con un'opportuna scelta del riferimento, siano {\displaystyle \mathbf {v} _{0}=(v_{0x},v_{0y},0)} la velocità iniziale e {\displaystyle \mathbf {B} =(0,0,B)} il campo magnetico, supposto costante. 
La carica immersa in un campo magnetico uniforme subisce una forza deflettente che ne incurva la traiettoria, e assume un moto circolare uniforme con la velocità iniziale, e un raggio di curvatura e un periodo costanti.
Poiché l'accelerazione è perpendicolare a {\displaystyle \mathbf {B} }, la velocità è sempre contenuta nel piano x-y. In particolare, in ogni incongruenza la forza di Lorentz è espressa da:
{\displaystyle \mathbf {F} =(qv_{y}B,-qv_{x}B,0)}
Ciò significa che il moto della carica è descritto da un sistema di due equazioni:
{\displaystyle {\begin{cases}ma_{x}=qv_{y}B\\ma_{y}=-qv_{x}B\end{cases}}}
ovvero:
{\displaystyle {\begin{cases}m{\frac {d^{2}v_{x}}{dt^{2}}}=qB{\frac {dv_{y}}{dt}}=-{\frac {q^{2}B^{2}}{m}}v_{x}\\m{\frac {d^{2}v_{y}}{dt^{2}}}=-qB{\frac {dv_{x}}{dt}}=-{\frac {q^{2}B^{2}}{m}}v_{y}\end{cases}}}
Si tratta di un sistema di due equazioni differenziali nelle incognite {\displaystyle (v_{x},v_{y})}:
{\displaystyle {\begin{cases}{\frac {d^{2}v_{x}}{dt^{2}}}+{\frac {q^{2}B^{2}}{m^{2}}}v_{x}=0\\{\frac {d^{2}v_{y}}{dt^{2}}}+{\frac {q^{2}B^{2}}{m^{2}}}v_{y}=0\end{cases}}}
Se si pone {\displaystyle \omega =qB/m}, si osserva che è il moto è circolare uniforme, con velocità angolare costante {\displaystyle \omega }. Le componenti della velocità lineare sono:
{\displaystyle {\begin{cases}v_{x}=v_{0}\cos \left(\omega t\right)\\v_{y}=v_{0}\;\mathrm {sen} \!\left(\omega t\right)\end{cases}}}
e la traiettoria della carica è una circonferenza di raggio {\displaystyle R=mv_{0}/qB} percorsa con periodo:
{\displaystyle T={\frac {2\pi }{\omega }}={\frac {2\pi m}{qB}}}
Infatti, per il secondo principio della dinamica la forza di Lorentz produce un'accelerazione, che ha lo stesso verso e direzione. Essendo la forza sempre perpendicolare al campo {\displaystyle \mathbf {B} } ed alla velocità {\displaystyle \mathbf {v} }, l'accelerazione è centripeta e si può scrivere che {\displaystyle q\cdot v\cdot B=mv^{2}/r}.
Il periodo si ricava dalla definizione di velocità come rapporto di tempo e spazio percorso, attraverso la formula {\displaystyle 1/T=v/2\pi r}
Tenuto conto che il campo magnetico è uniforme per ipotesi, vale la conservazione della carica (principio di Franklin) e della massa, e che la forza di Lorentz lascia inalterata la velocità, il raggio di curvatura e il periodo del moto sono costanti e la carica si muove su un piano descrivendo un cerchio. Il periodo non dipende quindi dalla velocità (che si semplifica nel calcolo). 
L'ultima relazione lega periodo, raggio di curvatura e velocità che in un moto uniforme è costante. Una velocità costante è ottenibile anche con un raggio di curvatura e un periodo che variano di pari passo: se massa e/o carica sono variabili, la carica descrive un'elica e si muove lungo un vortice o cono in cui il raggio di curvatura si restringe fino a collassare nel vertice ed il periodo a ridursi ad un istante. In questo movimento elicoidale della carica diviene ben visibile l'effetto dell'accelerazione centripeta esercitata dalla forza di Lorentz.
La variazione di massa avviene quando si muove a velocità che sono dell'ordine di grandezza della velocità della luce.